# Дронова, Анастасия Дмитриевна
Анастасия Дмитриевна Дронова (25 января 2000, Москва) — российская футболистка, полузащитница.

## Биография
Начинала заниматься футболом в команде «Приалит» (Реутов), первый тренер — Елизавета Максимова. Позднее занималась в школе «Чертаново».
На взрослом уровне дебютировала в высшей лиге России в составе клуба «Россиянка» 13 августа 2017 года в матче против «Рязань-ВДВ» (0:7), заменив на 91-й минуте Анну Чоловягу. Следующий сезон начала в московском «Локомотиве», где тоже провела только один неполный матч — 28 мая 2018 года в игре против ижевского «Торпедо» вышла на замену на 79-й минуте вместо Алёны Рузиной.
Летом 2018 года перешла в ижевское «Торпедо» на правах аренды. В первой половине сезона 2019 года продолжала играть в Ижевске, но летом покинула команду.
Выступала за юношескую и молодёжную сборную России.

## Личная жизнь
Сестра-близнец Татьяна тоже занимается футболом, выступает на позиции вратаря.